# 內布拉斯加州冬季營聖殿
內布拉斯加冬營地聖殿（Winter Quarters Nebraska Temple）是耶穌基督後期聖徒教會的第104座聖殿，位於內布拉斯加州佛羅倫薩。內布拉斯加冬營地聖殿在1999年開工。在公開參觀期間，有超過61,000人參觀了內布拉斯加冬營地聖殿。

## 外部連結
- Official Winter Quarters Nebraska Temple page （页面存档备份，存于）
- Winter Quarters Nebraska Temple page（页面存档备份，存于） at LDSChurchTemples.com